# Torrild Kirke
Torrild Kirke er en kirke i landsbyen Torrild vest for Odder.